# عزة (مكيراس)

تعديل مصدري - تعديل

حارة عزة هي إحدى حارات مدينة مكيراس أحد مدن محافظة البيضاء، بلغ تعداد سكانها 1320 نسمة حسب تعداد اليمن لعام 2004.